# Dichromia amica
Dichromia amica là một loài bướm đêm trong họ Erebidae.